# 家系
家系（かけい）または血統（けっとう、ちすじ）とは、親子・兄弟・婚姻・養子など様々な関係性で結ばれる特定の家族、血族集団を指す。一定の血族集団の中で同一の階級または地位、氏、家名、家格、家業、家財を世襲で継承する場合に使われることが多い。類似概念に家柄などがある。

## 概要
家系や血統主義は、封建的社会で発生し、洋の東西を問わず広く普及していた概念であった。
家族は、社会の最小の単位であり個人が所属する共同体では、もっとも身近な物で国家や会社、他の組織・集団から抜けることは出来ても家族から抜けることは常識的には困難である。このため家は、個人の人格に付属するもっとも重要で本質的な部分と見做された。ここから人間は、生まれた家族によって身分や地位が固定化され、様々な権利や財産も家系によって継承された。特に前近代的な社会においては、家系がそのまま社会の身分階層を構築した。現代においても一部の国家では家系がそのまま個人の社会的身分を決定する要素として法的に認められている。
まず有史以前において、確かではないものの人間は社会性を獲得し、集落など共同体と集団生活を始めた。その集団の最小のものが家族であった。そこで集団全体の共同財産とは、別に親の持ち物は子供に受け継がれていくことが習慣的に定まった。また、どのような集団にもリーダーが存在した。そのため古代において指導者の地位は、選挙による民主主義をとる集団を除いて、父系または母系により形成された家により世襲に基づく継承がなされていった。さらに指導者の地位に限らず相続により各家族は、親から子へ社会的役割を引き継ぐようになり、それらが階級や家業として固定化された。

## 家系の社会的機能
前近代的な国家体制において家系は、個人の社会的な身分・職業を固定化した。親から子へ地位や職業の知識、必要な道具・財産などが継承され、それをまた次世代に引き継ぐことを目的とすることを永続主義と呼ぶ。永続主義は、家系の持つ知識や技術、あるいは財産と名誉を損なわずに未来に引き継ぐことを目的としたため、必要な場合、後継者争いによって継承資格を持つ個人を排斥したり、必要に応じて養子を迎えるなどの個人の人格を無視するような様々な方法をとった。国家は、社会の機能・秩序を維持するためにこのような慣例を法律で維持させ、個人と家族は、地位と職業を継承するために、それらを支持した。しかし近代に入るとこれらの考え方が否定され、家系が身分や職業を継承することは好ましくないと考えられるようになった。
世襲制、親族登用主義などを作り出し、家系が大きな社会的役割を持つようになった原因は、家族が本質的な個人の共同体であるためと見做される。つまり最も多くを共有する不可別な集団であるという点にある。

### 階級の家系
おおよその君主国家では、まず国家元首である皇帝ないし国王の家系が皇族や王族と呼ばれた。次いで貴族とされる国家の領土を幾つかに分割した地域を治める地方領主であるヨーロッパの諸侯、中国の卿士大夫などの豪族、中央政府を主宰する日本の公家、軍事階級である日本の武家、ヨーロッパの騎士、イスラム教世界のマムルークなど、その次に商人や職人、役人、農民などの自由民、最後に個人に財産として所有される奴隷が続いた。これらの家系は、血族集団間の階級を作り重層的な身分制を敷く封建社会が成立するようになった。特にインドでは、長くこの制度が維持され、バラモン、クシャトリア、バイシャ、シュードラで広く知られる。
このように一定の血族集団が社会で優位性を有する地位・名声を連綿と継承していることを階級としての家系と呼ぶ。
中華文明圏の諸国を始め、儒教的価値観の影響を受けた国々や地域では、家系を重んじる価値観が強く、例えば韓国では族譜として、先祖伝来の記録を書き残す習慣が残存している。日本でも家系図に系譜を記す習慣があったが、近年では薄れてきている。日本においても、天皇の地位は代々皇族により世襲され、摂政関白大臣や将軍の地位を世襲した公卿や武士など、特定の氏や家名や階級を代々継承した血族集団により独占されてきた歴史を有する。また、氏と家の概念が区別されており、家系に関する研究も盛んである。

### 職業の家系
家系の概念の代表的な用法として挙げられるのが、職業上の家系である。例えば「あの家は代々、政治家の家系」などの言い回しを使うように、特定の血族集団が一定の職業に就いているか、親族で類似した職業選択が行われている場合、その傾向を指して使われる。日本の歴史では、これを「家業」という。
有史以前、人々の暮らしが狩猟生活から農耕生活に変わると人々の活躍の場が広がった。また農業には、農閑期があり、農作業のない時期に様々な人々が試行錯誤を繰り返して知識や技術を身に着け、次第に職人や商人、神官、軍人になり、自分は食料生産に加わらず、共同体から報酬を貰って特定の仕事に専従するようになった。まだ教育制度のなかった時代、これらの専門知識などは親から子へ継承され、職業としての家系に繋がった。
例えば日本において、あらゆる職業は家系により世襲されてきた。まず公家は、日記などで政務や日々の行事を子孫に伝え、職務のノウハウ、その伝統を繋いできた。武士の場合、軍事知識や戦闘技術を家流として継承させた。これが現代でいう流派である。一方で家系が独占する知識を他に漏らさないことで自分たちの優位性を維持しようと考えた。
本来、階級と職業は、異なる役割を指す言葉だが、少ない危険と労働で大きな収入と社会的影響力を得る職業は、社会的役割では上位の階級の家系が占め、逆に下位に位置づけられる階層の家系に長時間働かなければならない職業が押し付けられた。ここから職業が、そのまま身分を現す称号にも使われるようになっている。しかし同じ職業の中でもさらに階層があり、必ずしも一致している訳ではない。
今日では、職業選択の自由が保障されており、求人に民主的な公平公正さが求められる時代であることから、職業を世襲するということは一般的通念ではなくなったといってよい。しかし一部では未だ家業が残っており、さらに伝統芸能の分野において宗家・家元制度をとるものについては、ほぼ同一の家系により家業となっていることがほとんどである。今でも職業の世襲が可能な背景としては、特定の職業に就く上で、必要となる教養を身に着けなければならず、そうした教育を施す環境や経済力が必要となる場合がある。例えば、医師や教師、弁護士、司法書士、税理士、公認会計士、いわゆる一族経営など、能楽や歌舞伎、茶道、華道、あるいは礼法の分野でも特定の家系による伝統の継承が見受けられる。また二世タレントというように、特別な教育や伝統芸能に依らない俳優や歌手、タレントなどの芸能人にも二世、三世が登場するようになり、あたかも職業上の家系のように見受けられる傾向もある。これらは学ぶ場所が少なく、その職業や分野に精通した親族が多い場合、職業の情報を得易い環境にあることや、経営者である親から会社を譲られることがあるからとされる。
寺社の住職、神社の神職などの宗教関係は新たに創業することが難しく、農家、漁業などの場合、農地や農場・漁船などの道具を揃えることが難しく入り口が狭いという事情がある。
取り分け政治家の場合は、選挙に立候補する場合、得票するための支持基盤や莫大な選挙費用などを負担し得るだけの経済的基盤があることが前提とされ易く、そうした基盤のない者が政治家を志すことは困難である場合が多かった。これを「地盤(後援会組織)・鞄(資産)・看板(知名度)」といった。対して、家系内に政治家がいる場合、支持基盤や経済基盤を得るのが比較的容易であり、結果として政治家の二世、三世、四世といった世襲議員が輩出されやすい傾向がある。事実、政治家の家系を見ると近遠の差はあるが、他の政治家と親類に当たる者も多い。今日、選挙の立候補において幅広い人材を議政壇上に上げようと、政党が一般市民から公募することが次第に定着している他、国民の間にも必ずしも旧来の政党や候補者にしばられない無党派層の拡大によって、世襲議員の温床である「地盤・鞄・看板」が必ずしも通用するとは限らない時代情勢となりつつあるが、世襲議員を輩出する土壌は未だ厳然と存在することも事実である。
古典芸能の分野はともかく、民主主義社会においては、職業選択の自由や機会の均等が重んじられることから、一定の職業に就く者が何らかの強制が働く場合や他者よりも圧倒的優位に立つことで機会の不平等が起きることは好ましくないとする場合も多いが、実際にはこうした家系というものが多く存在する。

### 血統主義
家系は、人間に対してのみ使用される言葉である。これは、同じ家系とされる人間が必ずしも他の動物や植物のように生物的な繋がり、血筋・血縁であるとは限らないことが含まれている。例えば人間にしかない関係性として養子などが挙げられる。従って家系という言葉と血統という言葉には、若干のニュアンスの違いが生まれる。血統主義、血統を重視するという場合は、単に同じ家系である以上に生物的な関係性を重んじている。
ヨーロッパでは、アリストテレスにより人間は精子によって作られると信じられて来た。女性の役割は精子を育てることと考えられ、人間の資質は男性に全て依存すると捉えられた。ここから様々な能力、資格、権利は血統によって継承されるという考えから他の地域と異なる文化が生まれた。まず、このためヨーロッパでは、貴族と庶民は明確に別けられた。現在でもイギリスは身分が大きく分かれている。次にハプスブルク家に代表されるように非常に近い血統の人物同士が結婚を繰り返し、結果として虚弱化していったことが知られる。これは、家系が持つ社会的地位や財産を守ろうとしたために起こった。

## 個人の資質における家系
親族内で性格や素養、あるいは身体的な特徴などを共有する場合が多く、代々類似した個性を受け継ぐ場合、家系という概念が用いられる。特に身体面においては医学的には遺伝により、親族で代々一定の病気が発症しやすい場合も存在し、そのような場合、「癌の家系」などと家系という概念がしばしば用いられる。